# Rhodymenichthys dolichogaster
Rhodymenichthys dolichogaster – gatunek morskiej ryby z rodziny ostropłetwcowatych (Pholidae). Jedyny przedstawiciel rodzaju Rhodymenichthys.

## Występowanie
Zasiedla wody w północnej części Oceanu Spokojnego.